# Редман, Эрих
Эрих Редман (нем. Erich Redman) — немецкий актёр.

## Биография
Эрих Редман родился в 1964 году в Советском Союзе. В кино начал работать с середины 1990-х годов, впоследствии снимаясь в основном в британских и американских фильмах. Как это бывает с немецкими актёрами, ему часто доставались роли нацистских солдат и офицеров в фильмах о Второй мировой войне, таких как, например, «Спасти рядового Райана» (1998) режиссёра Стивена Спилберга, где он сыграл небольшую эпизодическую роль. При этом реплики актёра составляли всего две-три фразы, а зачастую и вовсе отсутствовали.
Одну из первых значительных ролей в карьере Эрих Редман исполнил в драматическом фильме английского режиссёра Пола Гринграсса «Потерянный рейс» (2006), в котором он сыграл Кристиана Адамса, пассажира рейса Рейса 93 United Airlines, который угнали исламские террористы 11 сентября 2001 года.
Редман озвучивал персонажей немецкого происхождения в компьютерных играх, таких как Франц в RAID: World War II (2017).

## Фильмография
| Год  |    | Русское название             | Оригинальное название                 | Роль                       |
| ---- | -- | ---------------------------- | ------------------------------------- | -------------------------- |
| 1998 | ф  | Спасти рядового Райана       | Saving Private Ryan                   | немецкий солдат #1         |
| 2000 | ф  | Ю-571                        | U-571                                 | немецкий боцман            |
| 2001 | ф  | Шарлотта Грей                | Charlotte Gray                        | немецкий капрал            |
| 2006 | ф  | Иллюзионист                  | The Illusionist                       | граф Райнер                |
| 2006 | ф  | Потерянный рейс              | United 93                             | Кристиан Адамс             |
| 2006 | ф  | Летучий шотландец            | The Flying Scotsman                   | представитель велоспорта   |
| 2008 | с  | Льюис                        | Lewis                                 | Хандке                     |
| 2009 | тф | Храброе сердце Ирены Сендлер | The Courageous Heart of Irena Sendler | унтерштурмфюрер Брандт     |
| 2011 | ф  | Первый мститель              | Captain America: The First Avenger    | Шнайдер                    |
| 2013 | ф  | Гонка                        | Rush                                  | немецкий журналист         |
| 2014 | ф  | Джек Райан: Теория хаоса     | Jack Ryan: Shadow Recruit             | древний жрец               |
| 2015 | ф  | Женщина в золоте             | Woman in Gold                         | нацистский офицер          |
| 2015 | ф  | Девушка из Дании             | The Danish Girl                       | консьерж                   |
| 2016 | с  | Ночной администратор         | The Night Manage                      | господин Стриппли          |
| 2017 | с  | Виктория                     | Victoria                              | немецкий священник         |
| 2017 | ф  | 12-й человек                 | Den 12. mann                          | Адам Шмитт                 |
| 2018 | ф  | Оверлорд                     | Overlord                              | доктор Шмидт               |
| 2020 | с  | Авеню 5                      | Avenue 5                              | телеведущий на канале N9DD |
| 2021 | с  | Нерегулярные части           | The Irregulars                        | Густав Фелкин              |